# Gualeguay (departement)
Gualeguay is een departement in de Argentijnse provincie Entre Ríos. Het departement (Spaans: departamento) heeft een oppervlakte van 7.178 km² en telt 48.147 inwoners. Analfabetisme is 3,7% in 2001.

## Plaatsen in departement Gualeguay
- Aldea Asunción
- Distrito Cuarto
- Distrito Sexto Costa de Nogoyá
- Estación Lazo
- General Galarza
- González Calderón
- Gualeguay
- Islas Las Lechiguanas
- Monte Redondo
- Primer Distrito Cuchillas
- Punta del Monte
- Quinto Distrito
- Puerto Ruiz